# Неуловимый (фильм, 1952)
«Неуловимый» (англ. The Ringer) — британский детективный фильм с элементами комедии, поставленный режиссёром Гаем Хэмилтоном, который вышел на экраны в 1952 году.
Это третий англоязычный фильм по пьесе 1929 года британского детективного автора Эдгара Уоллеса, которую он написал на основе своего романа 1925 года «Неуловимый» (англ.  The Gaunt Stranger). Ранее по этому роману Уоллеса уже выходили немой британский фильм «Неуловимый» (1928), британский фильм «Неуловимый» 1931 года, германо-австрийский фильм «Ведьмак» (1932) и британский фильм «Неуловимый» (1938).
Этот фильм рассказывает о мошеннике и мастере маскировки Артуре Милтоне по прозвищу Неуловимый. Его считали погибшим в Австралии, но неожиданно он возвращается в Лондон, чтобы отомстить преступному адвокату Морису Майстеру (Герберт Лом), которого считает ответственным за смерть своей сестры. Одновременно в Лондон возвращается жена Милтона, Кора Энн (Грета Гюнт), которая предупреждает Майстера о грозящей ему опасности. Детективы лондонской полиции Блисс (Норман Вудленд) и Уэмбери (Чарльз Виктор), которым помогает прибывший из Абердина криминалист, доктор Ломонд (Дональд Волфит), узнав о появлении в городе Неуловимого, тщательно следят за домом Майстера и за Корой Энн. В конце концов, все действующие лица собираются в доме Майстера, где Неуловимый подстраивает дело так, что Майстера убивает ударом тока.
Фильм получил достаточно высокие оценки критики за увлекательное динамичное действие, юмор и качественную актёрскую игру. При этом обращалось внимание на некоторую старомодность сюжета и театральность постановки, когда практически все события происходят в стенах одного особняка.
Это первый фильм известного впоследствии режиссёра Гая Хэмилтона.

## Сюжет
Кора Энн Милтон (Грета Гюнт) рассказывает, что впервые встретила Артура Минтона в Каире, и вскоре вышла за него замуж. Их постоянно преследовала полиция, и потому медовый месяц они провели в бегах по всему миру. На некоторое время паре удалось скрыться в Австралии, где однажды ночью, Артур утонул, по заключению полиции, покончив жизнь самоубийством. Но некоторое время спустя он объявился в Лондоне, не поставив Кору в известность, так как считал, что с этим делом он лучше справится, если будет один. Именно полиция Лондона вела наиболее энергичную охоту на Артура, допрашивая всех преступников, кто мог бы знать об Артуре, известном в определённых кругах как Неуловимый.
Дело поручено старшему инспектору Скотленд-Ярда Блиссу (Норман Вуленд), который недавно вернулся из Нью-Йорка, и инспектору Уэмбери (Чарльз Виктор). В первую очередь полиция допросила бывшего приятеля Неуловимого по имени Сэм Хэккетт (Уильям Хартнелл), полагая, что тому что-то известно. На допросе Хэккета комиссар лондонской полиции (Уолтер Фицджеральд) заявляет, что Неуловимый жив. Хэккет, который ранее выразил готовность сотрудничать с полицией, услышав это, отказывается быть информатором. Комиссар спрашивает о Майстере, и Хэккетт подтверждает, что если Неуловимый вернулся, то Майстер точно будет об этом знать.
Хэккетт приходит к Майстеру (Херберт Лом), респектабельному адвокату, тесно связанному с преступным миром, намереваясь продать ему ценную информацию. В этот момент Лиза (Май Сеттерлинг), секретарша Майстера, сообщает о прибытии Блисса и Уэмбери, и Майстер выпроваживает Хэккетта. Детективы сообщают, что причина их визита в том, что сестру Минтона, которая работала у Майстера секретаршей и находилась под его опекой, обнаружили утонувшей. По информации полиции, недавно Минтон вернулся в Лондон, и предупреждают Майстера о нависшей над ним угрозе. Майстер уверяет, что никогда в жизни не видел Неуловимого, и не сможет указать полиции на него. Вместе с тем, он рекомендует разыскать жену Минтона, Кору Энн, которая «всегда находится там, где и он». Перед уходом Уэмбери рекомендует Майстеру оставить Хэккетта при себе, так как тот поможет ему обнаружить Неуловимого в случае его появления. Адвокат заявляет, что Неуловимый ликвидировал нескольких человек, которых хотела убрать полиция, и потому полиция смотрит сквозь пальцы на другие его преступления, на что Уэмбери отвечает, что против Неуловимого никогда не было убедительных улик, чтобы арестовать его. Лиза, молодая и привлекательная секретарша Майстера, прибыла из Германии и находится Великобритании с просроченной визой и потому зависит от своего работодателя. У Лизы есть жених Джонни Лемли (Денхолм Эллиотт), который в своё время попался на уловку мошенников и был осуждён, после чего Майстер взял на себя ответственность за устройство её судьбы.
Обворожительная Кора Энн приезжает в полицейский участок, где предъявляет свой американский паспорт для регистрации. Это видит Уэмбери, который затем рассказывает об этом недавно прибывшему из Абердина криминалисту, доктору Ломонду (Дональд Волфит). Уэмбери сообщает, что у полиции нет ни одной фотографии Неуловимого и существует лишь несколько противоречивых описаний его внешности. Ситуация осложняется тем, что он постоянно использует грим и маскировку, меняя свой внешний облик. Кору Энн проводят в кабинет Уэмбери, где она подтверждает, что её муж утонул недалеко от Сиднея. Отвечая на вопросы Ломонда, Кора утверждает, что давно не видела мужа, хотя и признаёт, что поддерживала с ним связь в Австралии вплоть до его смерти. Ломонд полагает, что они тщательно скрывали свою связь, чтобы не вывести на след Неуловимого полицию. Кора заявляет, что если бы её муж был жив, она был уже ощутила его присутствие на лондонской улице. При появлении Блисса она смотрит на фоторобот Минтона, после чего резко обрывает свою речь и уходит.
Майстер с помощью Хэккета укрепляет защиту своего дома, в частности, руководит установкой сигнализации и решёток на окнах. Затем он вызывает к себе Лизу и осыпает её комплиментами, рассчитывая на взаимность, но она не держится в официальных рамках. Пытаясь зажечь в гостиной свет, Майстер случайно включает незаконченную сигнализацию, в результате чего его бьёт током. По вызову Хэккетта прибывает полиция, и доктор Ломонд обрабатывает ожог на руке Майстера. Блисс просит Хэккетта в дальнейшем по подобным случаям вызывать электриков, а не полицию. Неожиданно в дом Майстера приходит Джонни Лемли (Денхолм Эллиотт), которого выпустили досрочно за то, что он спас жизнь тюремному охраннику во время нападения на того одного из заключённых. Они с Лизой счастливо обнимаются, что расстраивает Майстера. Джонни говорит, что хочет сегодня же пожениться с Лизой и уехать из Лондона, но Майстер уговаривает их остаться, что приводит к стычке между мужчинами, которую прерывает доктор Ломонд. В этот момент появляется Кора Энн, которая просит дать ей возможность поговорить с Майстером наедине. Она сообщает адвокату, что Неуловимый прибыл в Лондон с единственной целью разобраться с ним, и рекомендует Майстеру как можно скорее уехать куда-либо. Майстер не верит ей, считая, что она специально наводит Неуловимого на него. Кора заявляет, что если он не последует её совету, то скоро столкнётся с Неуловимым в собственном доме. Хэккетт, оставшись с Корой Энн наедине, просит при случае рекомендовать его Неуловимому.
Майстер делится с доктором Ломондом соображением, что если к нему пришла Кора Энн, значит и Неуловимый где-то поблизости. Приходит Блисс, у которого появление в деле доктора Ломонда вызывает подозрение, но Уэмбери уверяет его, что доктор работает на общественных началах и не принесёт никакого вреда. Ломонд долгое время провёл за рубежом, собирая материал для своей книги, а сейчас кто-то порекомендовал его подключить к делам здесь. После ухода полицейских и Ломонда Майстер заходит в комнату, где любовно беседуют Лиза и Джонни. Извинившись за своё прежнее поведение, он даёт согласие отпустить Лизу, но просит её за два часа привести порядок оставшиеся за ней дела. Когда она уходит, Майстер посылает Джонни в свой городской офис на площади Пикадилли за папкой с документами, которая срочно потребовалась. Когда Джонни уезжает, Майстер звонит в полицию, анонимно сообщая о скором ограблении его городского офиса. Джонни заходит в офис и не может найти нужную папку. Безуспешно пытаясь дозвониться до Майтсера, он видит, как к дому подъезжает полиция, а затем в кабинете появляется привратник. Оттолкнув его, Джонни по крышам убегает из кабинета, но полиция окружает и ловит его.
В участке Джонни объясняет Уэмбери, что Майстер его подставил. Узнав, что Джонни только сегодня вышел из заключения, инспектор задерживает его и отправляет в камеру. Блисс получает в участке револьвер, но полицейским кажется странным, что Блисс не знает некоторых обычных полицейских процедур. Уэмбери звонит Майстеру, который сообщает, что сегодня уезжает из страны, так как Кора Энн видела Неуловимого в городе. Уэмбери просит Хэккетта задержать Майстера до своего приезда и разговора с ним. Инспектор приезжает вместе с Ломондом, на содействие которого рассчитывает. Дверь открывает Лиза, которая сообщает, что также собирается уезжать со своим женихом, который должен с минуты на минуту появиться. Уэмбери информирует её, что Джонни арестован за незаконное проникновение и попытку ограбления. Майстер удивлён, что Джонни был арестован в его офисе. Он обещает Лизе заняться делом Джонни, он обещает ни в коем случае не оставить её одну и если потребуется, увезёт её с собой. Доктор Ломонд приглашает Кору Энн на ужин, рассуждая о возможном появлении Неуловимого в доме. Уэмбери мешают разговоры доктора, которому он советует отправиться домой. Пока Майстер продолжает собирать документы, Уэмбери прямо ему заявляет, что он умышленно подставил Джонни. В этот момент Майстеру доставляют два билета в Америку, и он вынужден сказать детективам, что второй билет предназначен для Лизы. Уэмбери зовёт Хэккетта, который уже сбежал с портфелем, полным наличных денег и серебряных изделий. На улице его останавливает патрульный полицейский, доставляя в участок. Пока идёт оформление Хэккетта, выясняется, что из своей камеры сбежал Джонни. Уэмбери немедленно объявляет его в розыск. Лиза настаивает на том, что Джонни был вынужден бежать, и что она не бросит его. Она также утверждает, что не собирается никуда уезжать с Майстером.
Появляется Ломонд, который осматривал систему сигнализации и пришёл к заключению, что она находится в ужасном состоянии. Пока Майстер со всеми прощается, Лиза заявляет, что не едет с ним, а будет ждать Джонни, который направляется в дом. Несмотря на нежелание полиции, подозревающей Майстера в том, что он подставил Джонни, против него нет конкретных улик. Майстер собирается уезжать и уговаривает Лизу ехать с ним. Когда Майстер берёт билеты с металлического подноса на столе, его поражает сильный удар тока, и она падает без сознания. Доктор Ломонд, осмотрев его, утверждает, что Майстер умер от удара током. Он просит никого не прикасаться к подносу и отправляется к щитку, чтобы выключить электричество. Блисс понимает, что кто-то специально подвёл провода к подносу, чтобы убить Майстера током, когда тот возьмёт билеты. В портфеле Ломонда, который стоит рядом со столиком, детективы обнаруживают пистолет, бутылку австралийского виски и электрические провода. Появившемуся Ломонду детективы заявляют, что нашли Неуловимого. Ломонд меняет шотландский акцент на английский, снимает очки, распрямляется и становится ясно, что он действительно и есть Неуловимый. Он рассказывает, что был реальный доктор Ломонд, который умер в Австралии в то время, когда лечил его от укуса кенгуру. У Ломонда были великолепные рекомендации, и Неуловимый взял его личность и его документы. Блисс обвиняет Ломонда в самозванстве и убийстве, но Неуловимый отвечает, что смерть Майстера была несчастным случаем. Детективы спрашивают зачем Неуловимый организовал побег Джонни из камеры, на что тот отвечает, что Джонни не должен был там сидеть, поскольку невиновен. Кора Энн подходит к детективам, достаёт пистолет и стреляет в Неуловимого. Пока полицейские пытаются отобрать у неё оружие, Неуловимый исчезает. Он скрывается в одной из комнат, где быстро переодевается и гримируется. Так как дом окружён полицейскими, детективы убеждены, что Неуловимый где-то внутри и начинают обыск дома. Блисс обвиняет Кору Энн в противодействии правосудию, обещая ей уголовное преследование. Тем временем Лиза уже разговаривает с Джонни по телефону. Заметив это, Уэмбери берёт трубку и требует, чтобы Джонни немедленно сдался властям. В этот момент мимо него проходит человек, который представляется как офицер охраны камер предварительного заключения, разыскивающий Джонни. Уэмбери просит прекратить поиски Джонни и вернуться на место, одновременно доставив в камеру Кору Энн. На улице из кустов выходит Джонни, сдаваясь Уэмбери. Пока внимание инспектора переключается на Джонни, Неуловимый вместе с Корой Энн садится в полицейскую машину и они уезжают.

## В ролях
- Герберт Лом — Морис Майстер
- Дональд Волфит — доктор Ломонд
- Май Сеттерлинг — Лиза Грубер
- Грета Гюнт — Кора Энн Милтон
- Уильям Хартнелл — Сэм Хэккетт
- Денхолм Эллиотт — Джон Лемли
- Норман Вуленд — инспектор Блисс
- Дора Брайан — миссис Хэккетт
- Чарльз Виктор — инспектор Уэмбери
- Уолтер Фицджеральд — комиссар

## История создания и проката фильма
В 1925 году британский детективный автор Эдгар Уоллес издал роман под названием «Измождённый незнакомец» (The Gaunt Stranger, в русском переводе — «Неуловимый»). Позднее Уоллес вместе с Джеральдом де Мурье (англ.  Gerald du Maurier) переработал роман в пьесу под этим же названием. Спектакль по этой пьесе впервые был показан на лондонской сцене в театре Wyndham 4 мая 1926 года, после чего он выдержал в общей сложности 410 представлений.
До этого фильма вышли ещё четыре ленты по тому же роману Уоллеса — британский немой фильм «Неуловимый» (англ. The Ringer, 1928), британский звуковой фильм «Неуловимый» (англ. The Ringer, 1931), германо-австрийский фильм «Ведьмак» (нем. Der Hexer, 1932) и британский фильм «Неуловимый (Измождённый незнакомец)» (англ. The Gaunt Stranger, 1938). Позднее немецкими кинематографистами был снят ещё один фильм под названием «Ведьмак» (нем. Der Hexer, 1964).
Это первый фильм Гая Хэмилтона в качестве режиссёра, который в дальнейшем стал известен благодаря постановке фильмов о Джеймсе Бонде «Голдфингер» (1964), «Бриллианты навсегда» (1971), «Живи и дай умереть» (1973) и «Человек с золотым пистолетом» (1974), а также детектива по Агате Кристи «Зло под солнцем» (1982).
Фильм снят на студии «Шеппертон», в Шеппертоне, графство Суррей, Англия.
Премьера фильма в Великобритании состоялась в декабре 1952 года.

## Оценка фильма критикой
Как отмечено в рецензии британского профессионального журнала The Monthly Film Bulletin, «этот триллер, основанный на рассказе Эдгара Уоллеса, имеет много недостатков, присущих большинству стереотипных британских фильмов. Декорации и диалоги театральны, а хороший актёрский состав, в особенности, трудолюбивый Уильям Хартнелл, мало что может сделать для того, чтобы оживить историю».
Журнал TV Guide оценил картину как «устаревшую мелодраму с отличным актёрским составом»
Кинокритик Дэвид Куинлан в книге British Sound Films: The Studio Years 1928—1959 назвал фильм «средним», отметив, что «хороший актёрский состав разыгрывает древний триллер».
По мнению современного историка кино Дерека Виннерта, это «стильный старомодный британский черно-белый криминальный триллер, который является одним из лучших фильмов, снятых по роману Эдгара Уоллеса „Неуловимый“, отчасти благодаря блестящему сценарию Лесли Сторма и Вэла Валентайна, а также благодаря превосходной режиссуре Хэмилтона и во многом благодаря безупречной игре высококлассного классного актёрского состава». Как полагает Виннерт, фильм «немного ограничен студийными рамками и театрален, но сюжет, динамичная режиссура и актёрская игра поддерживают высокий детективный уровень в старомодном стиле». Критик подчёркивает, что «большой удачей для фильма стала великолепная игра Дональда Вулфита в роли доктора Ломонда, жаждущего мести мастера перевоплощений, но также очень хороши в главных ролях лощёный плохой парень Герберт Лом, Мэй Сеттерлинг, Грета Гюнт, Уильям Хартнелл в роли дерзкого негодяя-кокни Сэма Хакетта и молодой Денхолм Эллиотт».